# Дело (фильм, 1991)
«Дело» — советский полнометражный художественный телефильм режиссёра Леонида Пчёлкина, экранизация одноимённой пьесы А. В. Сухово-Кобылина.
Фильм создан в рамках работы Леонида Пчёлкина над многосерийной кинолентой о судьбе автора пьесы — «Дело Сухово-Кобылина».

## Сюжет
Отставной капитан, помещик Муромский берётся отстаивать в суде честь своей дочери Лидочки — пять лет назад её жених Кречинский совершил мошенничество, и дело не прекращается по сей день. Как считает следователь, в деле была замешана и сама Лидочка, потому что при появлении полиции произнесла фразу «Это была моя ошибка» (в действительности же, как утверждает Муромский, она сказала просто «Это была ошибка»). Муромскому настойчиво советуют решить все проблемы с помощью взятки, и отчаявшийся помещик вынужден последовать этому совету.
Через чиновника Тарелкина Муромский просит аудиенции у его начальника Варравина, который намекает ему, что дело можно будет закрыть благоприятно для Муромских, если он даст взятку в тридцать тысяч рублей серебром. Это огромная сумма для и так уже почти разорённого Муромского. Он пытается искать защиты у Князя, начальника Варравина, однако тому не нравится попытка помещика уличить чиновников в бездушии и формализме. Неожиданно для Варравина, который хотел уже спустить дело «на тормозах», Князь просит Варравина направить дело на переследование «и построже».
В результате беседы с Тарелкиным, однако, Варравину приходит в голову другой план. Муромский с трудом собирает деньги, причём управляющий его имением Иван Сидоров также вкладывает свою долю. Придя к Варравину и отдав ему сумму, Муромский уходит успокоенный тем, что его дело будет решено, однако Варравин возвращает его. При других чиновниках он возвращает Муромскому пакет с деньгами, заявляя, что Муромский пытался дать ему взятку. Ничего не понимающий Муромский берёт пакет и понимает, что оттуда вытащили почти все деньги. Поняв, что его обманули, он обвиняет Варравина и призывает на помощь, а затем падает в обморок. Представив его как сумасшедшего и пьяного, появившийся на месте событий Князь и Важное лицо приказывают выволочь помещика из кабинета.
Через некоторое время Тарелкин заходит к Варравину и сообщает, что Муромский скончался. Тарелкин пытается убедить Варравина, что ему теперь принадлежит часть денег из взятки, на что Варравин отвечает, что никакой взятки не было, так как он отдал все деньги в пакете Муромскому. Тарелкин, давно погрязший в долгах и рассчитывавший на эти деньги, плачет, собирая на полу рассыпавшиеся бумаги. Тем временем Варравин перепрятывает деньги Муромского в ящик своего стола.

## В ролях
| Актёр                    | Роль                                  |
| ------------------------ | ------------------------------------- |
| Иннокентий Смоктуновский | Муромский, отставной капитан, помещик |
| Мария Смоктуновская      | Лидия Петровна Муромская              |
| Валентина Литвинова      | Анна Антоновна, тётя Лидии Петровны   |
| Владимир Стеклов         | Иван Сидоров                          |
| Олег Басилашвили         | Кандид Касторович Тарелкин            |
| Михаил Ульянов           | Максим Кузьмич Варравин               |
| Юрий Яковлев             | князь                                 |
| Леонид Усач              | важное лицо                           |
| Александр Пашутин        | Сироткин, следователь                 |
| Сергей Данилевич         | Парамонов, курьер                     |
| Евгений Князев           | чиновник                              |
| Александр Числов         | чиновник                              |
| Сергей Степанченко       | чиновник                              |